# Matthieu Rougé
Matthieu Rougé (Neuilly-sur-Seine, 7 gennaio 1966) è un vescovo cattolico francese, dal 5 giugno 2018 vescovo di Nanterre.

## Biografia
È nato a Neuilly-sur-Seine, nel dipartimento dell'Hauts-de-Seine e allora nell'arcidiocesi di Parigi, il 7 gennaio 1966.

### Formazione e ministero sacerdotale
Nel 1985 si è iscritto al seminario arcivescovile di Parigi. Ha compiuto i primi studi filosofici all'Università Cattolica di Lovanio, in Belgio. Trasferitosi a Roma come alunno del Pontificio Seminario Francese, ha continuato la sua formazione presso la Pontificia Università Gregoriana. Nel 1989 ha ottenuto la laurea magistrale in filosofia.
Il 19 settembre 1993 è stato ordinato diacono, nella chiesa di Saint-Sulpice a Parigi, dal vescovo ausiliare di Parigi Albert Jean-Marie Rouet, mentre il 25 giugno 1994 è stato ordinato presbitero, nella cattedrale di Notre-Dame, dal cardinale Jean-Marie Lustiger, arcivescovo metropolita di Parigi.
Dopo l'ordinazione ha perfezionato gli studi: è a Roma, dal 1994 al 1996, e a Parigi, dal 1996 al 1998. Conclusi gli studi, nel 1998 è stato nominato vicario parrocchiale di Saint-Séverin–Saint-Nicolas. Nel 1999 ha conseguito il dottorato in teologia all'Università Gregoriana. Nel 2000 è stato scelto come segretario particolare dal cardinale Lustiger; ha mantenuto l'incarico fino al 2003, quando è stato nominato parroco e rettore della basilica delle Sante Clotilde e Valeria.
Dal 2000 è stato docente e in seguito professore alla Facoltà Notre-Dame a Parigi, mentre dal 2013 è stato anche insegnante all'Ecole Cathédrale. Nel 2007 è diventato canonico onorario della cattedrale di Notre-Dame. Nel 2012, lasciando i precedenti incarichi pastorali, ha trascorso un anno sabbatico presso l'Università ecclesiastica San Damaso a Madrid. Tornato nell'arcidiocesi parigina, nel 2013 è stato nominato parroco di Saint-Ferdinand-des-Ternes–Sainte-Thérèse e decano di Ternes.

### Ministero episcopale
Il 5 giugno 2018 papa Francesco lo ha nominato vescovo di Nanterre; succede a Michel Aupetit, precedentemente nominato arcivescovo metropolita di Parigi. Il 16 settembre successivo ha ricevuto l'ordinazione episcopale, nella cattedrale di Nanterre, dal suo predecessore Michel Aupetit, co-consacranti Nicolas Brouwet, vescovo di Tarbes e Lourdes, e Jean-Philippe Nault, vescovo di Digne. Durante la stessa celebrazione prende possesso della diocesi.

## Genealogia episcopale
La genealogia episcopale è:
- Cardinale Scipione Rebiba
- Cardinale Giulio Antonio Santori
- Cardinale Girolamo Bernerio, O.P.
- Arcivescovo Galeazzo Sanvitale
- Cardinale Ludovico Ludovisi
- Cardinale Luigi Caetani
- Cardinale Ulderico Carpegna
- Cardinale Paluzzo Paluzzi Altieri degli Albertoni
- Papa Benedetto XIII
- Papa Benedetto XIV
- Papa Clemente XIII
- Cardinale Marcantonio Colonna
- Cardinale Giacinto Sigismondo Gerdil, B.
- Cardinale Giulio Maria della Somaglia
- Cardinale Carlo Odescalchi, S.I.
- Vescovo Eugène de Mazenod, O.M.I.
- Cardinale Joseph Hippolyte Guibert, O.M.I.
- Cardinale François-Marie-Benjamin Richard
- Vescovo Marie-Prosper-Adolphe de Bonfils
- Cardinale Louis-Ernest Dubois
- Cardinale Georges-François-Xavier-Marie Grente
- Arcivescovo Marcel-Marie-Henri-Paul Dubois
- Cardinale François Marty
- Cardinale Jean-Marie Lustiger
- Cardinale André Vingt-Trois
- Arcivescovo Michel Aupetit
- Vescovo Matthieu Rougé